# Abbaye de Weihenstephan
Pour les articles homonymes, voir Abbaye Saint-Étienne.
L’abbaye de Weihenstephan est une ancienne abbaye bénédictine à Weihenstephan, dans le Land de Bavière et le diocèse de Freising.

## Histoire
Avant même l'arrivée de Corbinien à Freising vers l'an 720, il y avait probablement déjà une église sur le "Weihenstephaner Berg". Le monastère, d'abord dédié à Guy, puis à Étienne et Michel, est fondé vers l'an 830 par l'évêque Hitto de Freising (de).
Les chanoines séculiers vivent à Weihenstephan jusqu'en 1020 environ. L'évêque Egilbert de Freising (de) les déplace à l'abbaye Saint-Guy de Freising, fondée vers 833 puis désertée, à mi-hauteur du Weihenstephaner Berg. Egilbert remplace les chanoines par des moines bénédictins de l'abbaye Saint-Castule de Moosburg (de). Gerhard von Seeon (de) est le premier abbé de 1021 à 1022. À partir de 1080, Bernard Ier de Scheyern (de) et à la suite les comtes de Scheyern (et plus tard la maison de Wittelsbach) ont le bailliage de l'abbaye. À partir de 1255, le bailliage appartient aux ducs bavarois de Landshut, qui retirent l'abbaye à l'évêque de Freising. Weihenstephan passe sous la souveraineté bavaroise. Weihenstephan connait un premier épanouissement culturel à la fin du XIIe siècle. Un déclin progressif est déclenché notamment par plusieurs incendies catastrophiques et un pillage par Louis III de Bavière en 1336, les bénédictins soutiennent la Papauté d’Avignon. Weihenstephan a son deuxième apogée au XVe siècle. À partir de 1418, le couvent vit selon les exigences de la réforme de Kastl (de). En 1430, l'abbé Eberhard II reçoit le droit de porter les vêtements pontificaux (de). À l'exception de l'église abbatiale, les bâtiments restants du monastère sont reconstruits entre 1674 et 1705. L'église abbatiale n'est modernisée à l'intérieur qu'après 1750. Vers 1802, l'abbaye est presque en faillite. Au cours de la sécularisation en Bavière, l'abbaye est dissoute en 1803 ; la majorité des 24 moines occupent des postes sacerdotaux vacants.
L'église paroissiale Saint-Jacques sur le Weihenstephaner Berg est démolie en 1803, tout comme l'église abbatiale Saint-Étienne, qui est élevée au rang d'église paroissiale en 1810. Le maître-autel gothique de Jan Polack est conservé à ce jour. Les parties est et sud-est du complexe abbatiale sont démolies (maintenant partie du jardin de la cour). L'aile ouest et la partie sud-ouest sont conservés à ce jour, tout comme une partie des dépendances occidentales du monastère. Ces bâtiments sont maintenant utilisés par l'Université technique de Munich. L'aile sud-ouest du monastère abrite également la salle de bal, avec des stucs de Nikolaus Liechtenfurtner (de) de 1705 à 1710. Après les fouilles archéologiques de 1998, la base des murs de l'église abbatiale démolie est reconstruite dans le jardin de la cour, et le plan au sol de l'église est à nouveau reconnaissable. La chapelle Sainte-Madeleine du XVIIIe siècle, au nord-ouest de l'ancienne église, est conservée. Au sud du jardin, sur le versant de la montagne, se trouvent les ruines de l'ancienne chapelle Saint-Corbinien, construite par les frères Asam et démolie en 1803.
Le prieuré de Vötting est également supprimé en 1803 et la brasserie du monastère devient propriété de l'État. Depuis 1921, la Bayerische Staatsbrauerei Weihenstephan fonctionne comme une brasserie d'État bavaroise jusqu'à ce jour.
Les bâtiments et les écuries, les champs et les forêts du monastère sécularisé sont vendus ou transférés à l'école forestière qui avait déménagé de Munich à l'automne 1803 et à une "ferme modèle" nouvellement fondée. Max Schönleutner (de), enseignant à l'école forestière et agricole, se voit confier l'administration de l'ancienne propriété du monastère. En 1807, les deux écoles doivent être fermées, car de nombreux élèves et professeurs participent à la guerre de la Quatrième Coalition. En 1852, l'école d'agriculture est transférée à Weihenstephan et en 1895, elle est élevée au rang d'Académie d'agriculture ; c'est le noyau des installations actuelles de l'université technique de Munich et de l'université des sciences appliquées de Weihenstephan-Triesdorf (de), qui forment le centre du campus de Freising-Weihenstephan (de).